# Tema Dalmacija
Tema Dalmacija (grčki: θέμα Δαλματίας/Δελματίας, thema Dalmatias/Delmatias) bila je bizantska tema (vojno-civilna provincija) na istočnoj obali Jadranskog mora u jugoistočnoj Europi, sa sjedištem u Diadori/Jaderi (Zadru). 
Početkom 9. stoljeća zadarski biskup Donat i gradski knez Pavao posredovali su u sporu između Svetog Rimskog Carstva pod Pipinom Malim i Bizantskog Carstva. Franci su neko vrijeme držali sjevernu Dalmaciju i Zadar, ali je grad vraćen Bizantu odlukom Aachenskog mira iz 812. Međutim nije jasno je li regija nakon toga bila pod stvarnom, a ne nominalnom bizantskom vlašću; čini se da su lokalni latinski gradovi bili gotovo neovisni. Ipak, u Taktikonu Uspenskom iz 842. spominje se arhont Dalmacije, dok pečat nekog "stratega Dalmacije" iz prve polovice stoljeća možda ukazuje i na ranije postojanje dalmatinske teme, barem nakratko.
Značenje geografskog pojma "Dalmacija", nakon avarskih i slavenskih napada suženo je na gradove i njihovo neposredno zaleđe.
Tema Dalmacija nominalno je osnovana za vladavine cara Bazilija I. tijekom 870-ih. Tema se odnosila na dalmatinske gradove-države koji su na taj način u Bizantu našli vojnog zaštitnika. U njoj su bili dalmatinski gradovi (s okolicom) Jadera (Zadar), Spalatum (Split), Crespa (Cres), Arba (Rab), Tragurium (Trogir), Vecla (Krk), Ragusium (Dubrovnik) i Cattarum (Kotor), dok su po unutrašnjosti Dalmacije i Liburnije (sjeverna Dalmacija) vladali hrvatski knezovi. 
O prilikama u Dalmaciji za ranog srednjeg vijeka ima vrlo malo pisanih dokumenata. Neki od navoda pišu da je tijekom ustanka Ljudevita Posavskog (819. – 822.) s Francima i njihovim vazalima, Hrvatima pod vodstvom kneza Primorske Hrvatske Borne kojeg naziva knezom Dalmacije i Liburnije (dux Dalmatiae atque Liburniae), Johanes, dalmatinski arhont iz Zadra, primio episkopa Fortunata, koji je pomagao Ljudevitu u borbi protiv Franaka.
O Temi Dalmacija najviše je pisao bizantski car Konstantin Porfirogenet u svom djelu De administrando imperio u 30. poglavlju. On navodi da je cijela Dalmacija i narodi oko nje bila pod vlašću Bizanta sve do vremena Mihajla II. Amorijskog, kada su stvari krenule loše. Tad su od bizantske vlasti otpali dalmatinski gradovi, ali i okolna slavenska plemena. Takve prilike su, prema Porfirogenetu, potrajale sve do vladavine njegovog djeda Bazilija I., koji je ponovo uspostavio bizantsku vlast.
On navodi da su Saraceni nakon opsade Barija841., krenuli na Ragusu (Dubrovnik) kojeg su opsjeli 866. godine. Zbog tog je Bazilije krenuo sa vojskom na zapad da spasi Dubrovnik, ali i da povrati uzdrmanu vlast na istočnoj obali Jadrana. Dubrovnik je spasio, ali je morao priznati realnost da nemože osigurati vlast u zaleđu Jadrana, pa je pristao na kompromis i podjelu vlast sa pokršetnim Hrvatima, kojima je dao privilegiju da ubiru porez od gradova Dalmatinske teme (umjesto statega). Pa tako navodi da je Split morao slavenskom arhontu (knezu) plaćati porez od 200 nomismata, Trogir 100, Zadar 110, Osor 100, Rab 100, Krk 100 (ukupno 710 nomismata), pored vina i drugih stvari.
Dužnost stratega u Temi Dalmacija nominalno je vršio je arhont Zadra. Ženidbom hrvatskog kralja Mihajla Krešimira II. za Jelenu Madijevku, kćer zadarskog arhonta i stratega. Ulogu stratega preuzima njihov sin Stjepan Držislav, te pojam strateg postaje sinonim s njegovom titulom kralja Hrvatske i Dalmacije (Rex Croatiae et Dalmatiae).
Ustroj Teme Dalmacije gubi se krajem 11. stoljeća kada dolazi do slabljenja Hrvatskog Kraljevstva i bizantske moći. Novi gospodari istoćnog Jadrana postaju Mlečani koji su vodili borbe s hrvatsko-ugarskim kraljevima za potpunu kontrolu dalmatinskih gradova, koji će svoju autonomiju na ovaj ili onaj način zadržati još 3 stoljeća.